# Cultureel materialisme
Cultureel materialisme is een theorie die in de antropologie vooral geassocieerd wordt met het werk van Marvin Harris. Harris introduceerde de term in zijn boek The Rise of Anthropological Theory uit 1968. De theorie stelt dat een cultuur sterk bepaald is door materiële omstandigheden en hieruit is te verklaren. Cultuur is een aanpassing aan materiële omstandigheden als het milieu, geografie of bestaansbehoeften. Deze facetten garanderen tevens het voortbestaan van een cultuur. Zo beperkt het milieu samen met technologie via voedselproductie het aantal mensen dat in een gebied kan leven.
Deze stroming wordt wel tegenover het  structuralisme geplaatst.

## Verschillen met historisch materialisme
Cultureel materialisme verschilt van het historisch materialisme van Karl Marx, hoewel beide stromingen de nadruk leggen op materiële omstandigheden. Historisch materialisme richt zich echter primair op de rol van economische structuren, klassenstrijd en productiemiddelen in het verloop van de geschiedenis. Het gaat daarbij vooral om sociale en economische veranderingen die voortkomen uit conflicten tussen verschillende klassen.
Cultureel materialisme legt daarentegen de nadruk op empirisch observeerbare factoren en ziet cultuur als een aanpassing aan fysieke en ecologische condities. Waar het historisch materialisme vaak normatief is en sociale transformatie benadrukt, is het cultureel materialisme eerder descriptief en gericht op verklaringen vanuit omgevingsfactoren zonder politieke of ideologische agenda.

## Voorbeelden
Een bekend voorbeeld van cultureel materialisme is Harris' verklaring voor de Indiase koeienverering. Hij stelt dat deze praktijk niet alleen religieus van aard is, maar ook ecologisch en economisch verklaard kan worden. Koeien spelen een essentiële rol in de landbouwproductie door middel van trekkracht en mestproductie, en hun verering draagt bij aan hun bescherming in een context waar ze voor het voortbestaan van gemeenschappen van groot belang zijn.
Een ander voorbeeld is de analyse van varkensvleesconsumptie in het Midden-Oosten. Harris betoogt dat het verbod op varkensvlees in religies zoals het jodendom en de islam voortkomt uit ecologische redenen: varkens waren niet geschikt voor het droge klimaat en concurreren met mensen om voedselbronnen zoals graan.